# Congrès international des mathématiciens chinois
Pour les articles homonymes, voir ICCM.
Le Congrès international des mathématiciens chinois (International Congress of Chinese Mathematicians, ICCM) (chinois : 国际华人数学家大会) est une organisation non-gouvernementale internationale dédiée au rassemblement des mathématiciens chinois afin de discuter les recherches actuelles en mathématiques et de mettre en lumière les contributions des mathématiciens chinois et des mathématiciens d'origine chinoise à travers le monde.

## Histoire
Ce Congrès est fondé en 1998 et se déroule tous les trois ans depuis lors.
Le premier congrès s'est tenu à Pékin au Palais de l'Assemblée du Peuple en décembre 1998. Depuis, les six congrès suivants se sont tenus à Hong Kong, Hangzhou, Taipei en plus de Pékin. Des universités et des institutions accueillent le congrès en Chine continentale, à Hong Kong et à Taiwan suivant un cycle de rotation,.

### Liste des congrès
| Année | Ville     | Pays      |
| ----- | --------- | --------- |
| 2022  | Nankin    | Chine     |
| 2019  | Pékin     | Chine     |
| 2016  | Pékin     | Chine     |
| 2013  | Taipei    | Taiwan    |
| 2010  | Pékin     | Chine     |
| 2007  | Hangzhou  | Chine     |
| 2004  | Hong Kong | Hong Kong |
| 2001  | Taipei    | Taiwan    |
| 1998  | Pékin     | Chine     |

## Organisation
Les précédents congrès sont pilotés par d'éminents mathématiciens tels que le lauréat de la médaille Fields Shing-Tung Yau, Chung Kai-lai, Sun-Yung Alice Chang, entre autres. Le Congrès est parrainé par Shing-Tung Yau et l'entrepreneur de Hong Kong Ronnie Chan (en). L'ICCM est organisé en collaboration avec des institutions telles que l'Académie chinoise des sciences et de l'Academia Sinica de Taiwan.

## Prix
L'ICCM décerne plusieurs prix et distinctions, dont le prix Chern et la médaille Morningside, à des mathématiciens chinois qui ont apporté d'importantes contributions aux mathématiques pures ou en mathématiques appliquées. La médaille Morningside a été décernée pour la première fois lors du premier congrès en 1998, et elle est attribuée à des mathématiciens de moins de 45 ans ; les lauréats sont traditionnellement annoncés le premier jour de l'ICCM. Le prix Chern a été attribué pour la première fois au deuxième congrès en 2001 en l'honneur au spécialiste de géomètrie différentielle Shiing-Shen Chern ; ainsi, il est antérieur de neuf ans au Prix Chern décerné par l'Union mathématique internationale. Les Lauréats des deux prix sont sélectionnés par un comité d'éminents mathématiciens chinois.
L'ICCM décerne également l' International Cooperation Award, prix de la coopération internationale, à des individus qui font la promotion des mathématiques par le biais de la collaboration, de l'enseignement, et d'autres formes de soutien.